# Pozemní hokej na Letních olympijských hrách 1968
Pozemní hokej na LOH 1968 v Mexiku zahrnoval pouze turnaj mužů. Všechny zápasy tohoto turnaje se odehrály ve dnech 13. až 26. října 1968 na stadionu l'Estadi Municipal.

## Program turnaje
Turnaje se zúčastnilo 16 mužstev, která byla rozdělena do 2 osmičlenných skupin, ve kterých se hrálo způsobem jeden zápas každý s každým a poté nejlepší dva týmy z každé skupiny postoupily do semifinále, týmy na 3. a 4. místě hrály o 5. až 8. místo, týmy na 5. místě sehrály spolu zápas o 9. místo, týmy na 6. místě hrály o 11. místo, týmy na 7. místě hrály o 13. místo a týmy na 8. místě hrály o 15. místo.

## Turnaj mužů
| Zlato   | Pákistán (PAK)  |
| Stříbro | Austrálie (AUS) |
| Bronz   | Indie (IND)     |

## Skupina A
- 13. října
- Nový Zéland – Indie 2:1
- SRN – Belgie 2:0
- Japonsko – Mexiko 2:1
- Španělsko – NDR 1:1
- 14. října
- Belgie – NDR 4:0
- Španělsko – Japonsko 0:0
- Nový Zéland – Mexiko 2:0
- Indie – SRN 2:1
- 15. října
- Španělsko – Belgie 2:0
- Indie – Mexiko 8:0
- NDR – Nový Zéland 1:1
- SRN – Japonsko 2:0
- 17. října
- SRN – NDR 3:2
- Belgie – Mexiko 4:0
- Nový Zéland – Japonsko 1:0
- Indie – Španělsko 1:0
- 18. října
- Indie – Belgie 2:1
- SRN – Nový Zéland 0:0
- Španělsko – Mexiko 3:0
- NDR – Japonsko 1:0
- 20. října
- NDR – Mexiko 2:0
- Indie – Japonsko 5:0
- Nový Zéland – Belgie 1:1
- SRN – Španělsko 2:0
- 21. října
- SRN – Mexiko 5:1
- Belgie – Japonsko 4:2
- Indie – NDR 1:0
- Nový Zéland – Španělsko 1:1

| Poř. | Tým         | Z | V | R | P | VG | OG | B  |
| ---- | ----------- | - | - | - | - | -- | -- | -- |
| 1.   | Indie       | 7 | 6 | 0 | 1 | 20 | 4  | 12 |
| 2.   | SRN         | 7 | 5 | 1 | 1 | 15 | 5  | 11 |
| 3.   | Nový Zéland | 7 | 3 | 4 | 0 | 8  | 4  | 10 |
| 4.   | Španělsko   | 7 | 2 | 3 | 2 | 7  | 5  | 7  |
| 5.   | Belgie      | 7 | 3 | 1 | 3 | 14 | 9  | 7  |
| 6.   | NDR         | 7 | 2 | 2 | 3 | 7  | 10 | 6  |
| 7.   | Japonsko    | 7 | 1 | 1 | 5 | 4  | 14 | 3  |
| 8.   | Mexiko      | 7 | 0 | 0 | 7 | 2  | 26 | 0  |

## Skupina B
- 13. října
- Austrálie – Keňa 2:0
- Francie – Malajsie 0:0
- Pákistán – Nizozemsko 6:0
- Velká Británie – Argentina 2:0
- 14. října
- Pákistán – Francie 1:0
- Keňa – Malajsie 1:1
- Nizozemsko – Argentina 7:0
- Austrálie – Velká Británie 0:0
- 16. října
- Nizozemsko – Velká Británie 2:1
- Keňa – Francie 2:0
- Malajsie – Argentina 1:1
- Pákistán – Austrálie 3:2
- 17. října
- Francie – Velká Británie 1:0
- Pákistán – Argentina 5:0
- Austrálie – Malajsie 3:0
- Keňa – Nizozemsko 2:0
- 19. října
- Pákistán – Velká Británie 2:1
- Keňa – Argentina 2:1
- Francie – Austrálie 1:0
- Nizozemsko – Malajsie 1:0
- 20. října
- Nizozemsko – Francie 1:0
- Keňa – Velká Británie 3:0
- Austrálie – Argentina 3:1
- Pákistán – Malajsie 4:0
- 21. října
- Argentina – Francie 1:0
- Pákistán – Keňa 2:1
- Austrálie – Nizozemsko 2:0
- Velká Británie – Malajsie 2:0
- 22. října
- Dodatečný zápas o postup do semifinále z důvodu rovnosti počtu bodů
- Austrálie – Keňa 3:2

| Poř. | Tým            | Z | V | R | P | VG | OG | B  |
| ---- | -------------- | - | - | - | - | -- | -- | -- |
| 1.   | Pákistán       | 7 | 7 | 0 | 0 | 23 | 4  | 14 |
| 2.   | Austrálie      | 7 | 4 | 1 | 2 | 12 | 5  | 9  |
| 3.   | Keňa           | 7 | 4 | 1 | 2 | 11 | 6  | 9  |
| 4.   | Nizozemsko     | 7 | 4 | 0 | 3 | 11 | 11 | 8  |
| 5.   | Francie        | 7 | 2 | 1 | 4 | 2  | 5  | 5  |
| 6.   | Velká Británie | 7 | 2 | 1 | 4 | 6  | 8  | 5  |
| 7.   | Argentina      | 7 | 1 | 1 | 5 | 4  | 20 | 3  |
| 8.   | Malajsie       | 7 | 0 | 3 | 4 | 2  | 12 | 3  |

## Zápasy o umístění

### Zápas o 15. místo
- 23. října
- Malajsie – Mexiko 1:0

### Zápas o 13. místo
- 23. října
- Japonsko – Argentina 2:0

### Zápas o 11. místo
- 23. října
- NDR – Velká Británie 2:1

### Zápas o 9. místo
- 23. října
- Belgie – Francie 3:0

### 0 5 až 8. místo
- 23. října
- Nizozemsko – Nový Zéland 3:1
- Španělsko – Keňa 2:1

### Zápas o 7. místo
- 25. října
- Nový Zéland – Keňa 2:0

### Zápas o 5. místo
- 25. října
- Nizozemsko – Španělsko 1:0

### Semifinále
- 24. října
- Austrálie – Indie 2:1
- Pákistán – SRN 1:0

### Zápas o 3. místo
- 26. října
- Indie – SRN 2:1

### Finále
- 26. října
- Pákistán – Austrálie 2:1

## Medailisté
| Zlato | Stříbro | Bronz |
| --- | --- | --- |
| Pákistán | Austrálie | Indie |
| Zakir Hussain Tanvir Dar Tariq Aziz Saeed Anwar Riaz Ahmed Gulrez Akhtar Khalid Hussain Mohammad Ashfaq Tariq Niazi Asad Malik Jehangir Butt Riaz Ud Din Abdul Rashid | Brian Glencross Paul Dearing Raymond Evans Robert Haigh Donald Martin James Mason Patrick Nilan Eric Pearce Gordon Pearce Julian Pearce Desmond Piper Frederick Quinn Ronald Riley Donald Smart | Rajendra Christy Gurbux Singh Prithipal Singh Ajitpal Singh Balbir Singh I Balbir Singh II John Peter Harbinder Singh Inder Singh Tarsem Singh Munir Sait Perumal Krishnamurthy Harmik Singh Balbir Singh III Inamur Rehman |